# Gamil Ratib
Gamil Ratib (Alexandria, 1926. november 28. – Kairó, 2018. szeptember 19.) egyiptomi színész.

## Filmjei
- Trapéz (Trapeze) (1956)
- Arábiai Lawrence (Lawrence of Arabia) (1962)
- Tökéletes úriember (Un monsieur de compagnie) (1964)
- Peau d'espion (1967)
- Réseau secret (1967)
- Les jeunes loups (1968)
- Dodin Bouffant élete és szenvedélye (La vie et la passion de Dodin-Bouffant) (1972, tv-film)
- Ala mn notlik Al-Rosas (1975)
- El-Soud ela al-hawia (1978)
- Shaaban Taht El-Sifr (1980)
- Al Arrafa (1981)
- Az egyiptomi utas (L'étoile du Nord) (1982)
- Hob Fi El-Zinzana (1983)
- Al-La'na (1984)
- Genius Number Five (1985)
- Adieu Bonaparte (1985)
- Ali Bey Mazhar Wal 40 Haramy (1985)
- Alaqzam Kademon (1986)
- Nawara and the Beast (1987)
- Kaher el-zaman (1987)
- El Daraga El Talta (1988)
- Halet Talaboss (1988)
- The Serpent of Death (1990)
- Poussière de diamant (1991)
- La dame du Caire (1992)
- Yawmeat Wanees (1994–2013, tv-sorozat, 176 epizódban)
- Checkmate Mr. President! (1995)
- Toyour elzalam (1995)
- Jusqu'au bout de la nuit (1995)
- Egy nyár La Goulette-ben (Un été à La Goulette) (1996)
- Afarit el-asphalt (1996)
- Méfie-toi de l'eau qui dort (1996)
- La nuit du destin (1997)
- Gamal Abd El Naser (1998)
- Stand-by (2000)
- Men nazret ain (2004)
- Afrikai lóverseny (Zaïna, cavalière de l'Atlas) (2005, hang)
- Alawela fel Gharam (2007)
- Genenet al asmak (2008)
- Tête de turc (2010)
- Un nuage dans un verre d'eau (2012)
- Tegnap (2018)